# Cielo d'Alcamo
Cielo d'Alcamo – poeta włoski XIII wieku, zaliczany do przedstawicieli szkoły sycylijskiej
Cielo d'Alcamo był prawdopodobnie żonglerem sycylijskim, choć doskonałe opanowanie przez niego formuł poezji dworskiej, jakiego dowody daje w swoim utworze, jest podstawą domysłów, iż mógł być związany z dworem cesarza Fryderyka II Hohenstaufa świadomie używającym języka nowej poezji w sposób komiczny.
Zachował się jego dialog (contrasto) znany pod tytułem Rosa fresca aulentissima (Różo świeża, najwonniejsza). Utwór powstał około czwartego dziesięciolecia XIII wieku. Był przeznaczony do recytacji lub odegrania. Stylistycznie nawiązuje do pastoreli, w której  poeta-rycerz przy pomocy utrzymanych w dwornym tonie komplementów, obietnic zapłaty lub gróźb zabiegał o wzajemność skromnej, często nieokrzesanej, dość wulgarnej i szpetnej pasterki. Był to rodzaj zalotów niewątpliwie odległy od świata dworskiego, jednak zrozumiały tylko na jego tle, jako jego zaprzeczenie.
Dialog Ciela toczy się między żonglerem-donżuanem a zuchwałą dziewczyną, która początkowo odrzuca jego zaloty ("oszalałeś", "dam sobie raczej obciąć włosy" – to jest – pójdę do klasztoru, "strzeż się moich krewnych"). Stopniowo jednak ustępuje: prosi, aby znalazł sobie piękniejszą (on wylicza wtedy krainy, w których takiej szukał), wyraża zgodę pod warunkiem, że zakochany ją poślubi za wiedzą rodziców. Mężczyzna nalega dalej: jeśli nie chce mu się oddać niech go natychmiast zabije. Składa przysięgę po wsze czasy na Ewangelię skradzioną z kościoła. Na koniec kobieta robi w końcu to na czym obojgu zależy, mówi: Chodźmy wreszcie do łóżka, bo nie wiadomo, co nas spotka.
Początkowe przekomarzanie jest grą pozorów, z której dobrze zdają sobie sprawę obie strony, świadome wzajemnych skłonności. Pożądanie, agresywność, oszustwa i kłamstwa pojawiające się w rozmowie kontrastują z wyidealizowaną miłością intelektualistów. Dosadny, komiczny język zostaje wprowadzony w celu parodystycznym jest wyraźnym przeciwieństwem podniosłego stylu dworskiego. Autor zresztą biegle włada obydwoma stylami obok wyszukanych wyrażeń właściwych trubadurom ("Różo upragniona", "pani pięknolica") używa zwrotów potocznych ("złapałaś mnie jak rybę na wędkę", "potrwa to krócej niż podgrzanie jajka", aż po końcowe zaproszenie do łóżka). Wymiana zdań jest bardzo żywa. Dialog ma przy tym dość skomplikowaną budowę metryczną: strofy 5-wersowe złożone z trzech podwójnych siedmiozgłoskowców i dwóch jedenastozgłoskowców o rymach aaa/bb.